# Reiser File System
ReiserFS ist ein Mehrzweck-Dateisystem, das von einer Entwicklergruppe um Hans Reiser in der ihm gehörenden Firma Namesys ab 2001 entwickelt und realisiert wurde. Das Reiser File System unterliegt der General Public License. Die Entwicklung der Version 3 wurde von MP3.com und der SuSE Linux GmbH unterstützt, die Version 4 vor allem von der DARPA und Linspire.
ReiserFS war das erste Journaling-Dateisystem, das im Linux-Kernel standardmäßig (ab Kernel-Version 2.4.1) enthalten war. Das Dateisystem in Version 3 wurde schließlich mit Kernel-Version 6.13 nach rund 23 Jahren wieder aus den Kernel-Quellen entfernt, nachdem es bereits seit Linux 5.18 als veraltet (englisch deprecated) markiert gewesen war. Für FreeBSD gibt es eine experimentelle Unterstützung, bisher nur für Leseoperationen. Kommerzielle Treiber gibt es auch für das Betriebssystem Windows von Microsoft. Es wurde im Wesentlichen für Logical Volumes oder RAID-Systeme eingesetzt.
Reiser4 und das noch experimentelle Reiser5 werden „out-of-tree“ für den Linux-Kernel entwickelt und müssen jeweils für neuere Versionen des Kernels angepasst werden.

## ReiserFS, Versionen 1 und 2
Das ReiserFS basiert auf der von Rudolf Bayer entwickelten Datenstruktur des B+-Baums. Das gilt für die Versionen 1 bis 3.

## ReiserFS, Version 3
In Version 3 wurde dem ReiserFS ein Journal hinzugefügt. Ursprünglich war ein Nachteil von ReiserFS gegenüber einigen anderen Journaling-Systemen, dass das Journaling nur für die Metainformationen, d. h. für die Verzeichnisse und Verwaltungssektoren, nicht jedoch für die Nutzdaten in den Dateien selbst angewendet wurde. Dies wurde im 2.6er Kernel behoben.

## Reiser4
Reiser4 ist vollständig neu entwickelt und sollte nicht mit dem alten ReiserFS verwechselt werden. Daher wird es nicht als „ReiserFS 4“ vertrieben. Es wird eine Abwandlung der B*-Baum-Struktur verwendet, sogenannte Dancing Trees. Der Hauptunterschied besteht darin, dass unzureichend gefüllte Knoten nicht bei jeder Modifikation des Baumes verschmolzen werden, sondern nur dann, wenn durch Speicherknappheit ein Zurückschreiben auf den Festspeicher gefordert wird oder eine Transaktion abgeschlossen wurde.
Einen Geschwindigkeitsvorteil bietet Reiser4, weil es die Daten nicht mehr zweimal auf die Festplatte schreibt – zunächst in das Journal und anschließend in das Dateisystem. Stattdessen speichert es die Nutzdaten in einem wandernden Journal, das heißt, sie werden direkt an die vorgesehene Stelle im Dateisystem geschrieben und das Journal bis zum Abschluss des Vorgangs darüber gelegt.
Des Weiteren wurde eine flexible Plug-in-Struktur hinzugefügt, durch die besondere Metadaten-Typen, Verschlüsselung und Komprimierung realisiert werden können. Auf Reiser4 können Metadaten von Dateien, wie beispielsweise Titel und Künstler einer Musikdatei, im Dateisystem gespeichert werden, statt in Anwendungen. Der Unterschied zu beispielsweise ID3-Tags von MP3-Dateien und vergleichbaren Metadatensystemen besteht darin, dass hier ein Metadatensystem im Dateisystem und nicht im Containerformat der Datei integriert wird, das für alle Dateien einheitlich sein könnte. Falls dieser Ansatz jemals vollendet werden sollte, bräuchte man nicht mehr darauf zu achten, ob eine Anwendung alle Metadatentypen versteht, mit denen sie in Berührung kommen könnte. Sie könnte transparent über eine Funktion des Dateisystems auf die Metadaten zugreifen. Während das die Kompatibilität von Anwendungen verbessern könnte, macht es die Kompatibilität von Dateisystemen schwieriger, da die Metadaten nicht auf ein anderes Dateisystem ohne dieses Metadatensystem, wie zum Beispiel ext4, XFS oder FAT32, kopiert werden könnten.
Auch NTFS unterstützt solche Alternativen Datenströme.

## Grundlegende ReiserFS-Funktionen
|                                                                                        | Version 3.5        | Version 3.6   |
| -------------------------------------------------------------------------------------- | ------------------ | ------------- |
| Max. Anzahl Dateien pro Verzeichnis                                                    | 518.701.895 (~229) | 232 − 3       |
| (limitiert durch eine Hashfunktion, die 1.200.000 Dateinamen ohne Kollisionen zulässt) |                    |               |
| Max. Anzahl der harten Links pro Datei                                                 | 216                | 232           |
| Max. Dateisystemgröße                                                                  | 232 4k-Blöcke      | 232 4k-Blöcke |

Vorteile gegenüber anderen Dateisystemen bietet ReiserFS vor allem bei der Handhabung von vielen kleinen Dateien, da diese in den Verwaltungsknoten (wie bei NTFS in der MFT) gespeichert werden können. Das bedeutet, dass die Dateien im Dateisystem weniger Platz belegen und der Platz auf der Festplatte effizienter genutzt werden kann. Diese Funktionen des Dateisystems lassen sich über die Parameter beim Mounten festlegen. Die bekanntesten Parameter sind:
| notail | Deaktiviert die Speicherung kleiner Dateien in den Inodes der Verzeichnisse, in denen sie liegen. Damit wird aber auch eine der wesentlichen Eigenschaften ausgeschaltet, die ReiserFS für kleine Dateien empfehlenswert macht. |
| nolog  | Deaktiviert das Journaling, bietet damit einen kleinen Performance-Gewinn auf Kosten der Sicherheit. Auch mit dieser Option wird das Journaling dennoch ausgeführt, denn diese Funktion ist noch in Entwicklung.                |

Ferner gibt es von den Entwicklern mitgelieferte Programme zur Verwaltung und Administration des Filesystems, die reiserfsprogs:
| mkreiserfs      | Mit diesem Programm wird auf einer Partition ein ReiserFS erzeugt. Zum Beispiel erzeugt folgender Befehl auf Partition /dev/hda1 ein ReiserFS: mkreiserfs /dev/hda1 Beim Erzeugen können diesem Programm Parameter übergeben werden, um das Dateisystem zu optimieren. Die meisten können jedoch später jederzeit mit einigen der Programme verändert werden. |
| reiserfsck      | Mit diesem Programm kann die Dateizuordnungsstruktur des ReiserFS geprüft werden. Dank seiner Eigenschaft als Journaling-Dateisystem benötigt die Überprüfung des Dateisystems deutlich weniger Zeit als bei einem normalen Dateisystem. |
| resize_reiserfs | Mit diesem Programm kann nachträglich ein bestehendes ReiserFS in der Größe variiert werden. Normalerweise nimmt ein Dateisystem stets die volle Größe der ihm zur Verfügung stehenden Partition ein. Doch nicht immer ist das gewünscht. |
| reiserfstune    | Mit diesem Programm können verschiedene Eigenschaften zusätzlich gesteuert werden, die spezielle Anwendungen optimieren helfen. |
| debugreiserfs   | Dieses Programm ist ein Analysetool für Debugging. |

## Einzelbelege
1. ↑  ReiserFS – Node Layout (Memento vom 14. Juni 2006 im Internet Archive)
2. ↑  Michael Larabel: ReiserFS Has Been Deleted From The Linux Kernel. In: phoronix.com. 21. November 2024, abgerufen am 25. November 2024 (englisch): „ReiserFS was merged 23 years ago with Linux 2.4.1 and is now gone with Linux 6.13…“
3. ↑  Oliver Müller: Linux 5.18 kommt als „kleine Revolution“. In: heise online. 24. Mai 2022, abgerufen am 25. Mai 2022.
4. ↑  Michael Larabel: Reiser4 File-System Benchmarks With Linux 4.17. In: phoronix.com. 2. Juli 2018, abgerufen am 25. November 2024 (englisch): „Reiser4 remains out-of-tree and there are no indications it's going to be mainlined anytime soon, if ever. While that's the case, there are still a small number of users and developers relying upon this next-generation successor to ReiserFS. The Reiser4 kernel code continues to be re-based against new upstream kernel branches and does occasionally see new features/improvements added in the process.“
5. ↑  Reiser4 FS Wiki. Abgerufen am 9. Oktober 2019.
6. ↑  Reiser4 file system for Linux OS Files / reiser4-for-linux-5.x at SourceForge.net. Abgerufen am 9. Oktober 2019.
7. ↑  Michael Larabel: Reiser4/Reiser5 File-System Driver Updated For Linux 5.13. In: phoronix.com. 23. August 2021, abgerufen am 25. November 2024 (englisch).
8. ↑  Why a New Filesystem Matters. In: Kuro5hin. 9. August 2003, abgerufen am 4. Oktober 2010 (englisch).
9. ↑  The Reiser4 Filesystem: Ways In Which Extra Rigor In Scientific Methodology Can Consume Years Of Your Life, And How The Result Can Be So Very Worthwhile, Abstrakt, Video (Memento vom 13. August 2010 im Internet Archive) — Vortrag von Hans Reiser an der Stanford University.
10. ↑  blogs.technet.com: Jeff Hughes, The Four Stages of NTFS File Growth (2009)